# Festival international du film de Gijón
Le Festival international du film de Gijón est un festival de cinéma créé en 1963 et basé à Gijón (Espagne, province des Asturies). La récompense suprême du festival se nomme Grand Prix Asturias. Le festival se déroule actuellement fin novembre.

## Catégories de récompense
- Grand Prix Asturias
- Prix du jeune public (Young Audience Award)
- Meilleur film (Best Feature / Best Film)
- Meilleur acteur (Best Actor)
- Meilleur scénario (Best Screenplay)

## Palmarès

### Meilleur film
Grand Prix Asturias
- 2002 :
  - L'Auberge espagnole •  France  Espagne
  - The Good Girl •  États-Unis  Allemagne  Pays-Bas
- 2003 : Jeux d'enfants •  France
- 2004 : Lila dit ça •  France  Royaume-Uni  Italie

### Meilleur acteur
- 2004 : Moa Khouas pour le rôle de Chimo dans Lila dit ça

### Meilleur scénario
- 2004 : Ziad Doueiri pour Lila dit ça

### Meilleure direction artistique
- 2002 : The Good Girl – Daniel Bradford